# 徐佑林
徐佑林（1942年7月23日—），或譯徐雨林、徐祐林，另錯譯為徐宇林，韓國女演員。

## 演出作品

### 電視劇
- 1981年：KBS《大命》飾演 仁祖妃仁烈王后
- 1994年：KBS《女巫》
- 1995年：SBS《張禧嬪》飾演 尹氏
- 2000年：SBS《火花》飾演 徐女士
- 2000年：KBS《太祖王建》飾演 王隆的妻子
- 2007年：SBS《我男人的女人》飾演 黃女士
- 2009年：MBC《寶石拌飯》飾演 社長
- 2011年：SBS《新妓生傳》飾演 李洪兒
- 2012年：JTBC《無子無懮》飾演 崔金實
- 2013年：MBC《歐若拉公主》飾演 史琳棠
- 2014年：JTBC《山蒜醬湯：12年後的重逢》飾演 呂一淑
- 2014年：SBS《就要相愛》飾演 姜敏子
- 2015年：MBC《讓女人哭泣》飾演 閔正淑
- 2016年：SBS《我女婿的女人》飾演 方淑子
- 2017年：MBC《黃金口袋》飾演 殷甲子
- 2017年：KBS《無窮花開了》飾演 盧妍實

### 電影
- 1995年：《指甲》
- 2014年：《出租爸爸》

## 外部連結
- 徐佑林在韩国电影数据库（KMDb）上的資料（韓語）
- NAVER （页面存档备份，存于）